# Philodice
Philodice is een geslacht van vogels uit de familie kolibries en de geslachtengroep Mellisugini (bijkolibries). Het geslacht kent twee soorten:
- Philodice bryantae  – Costaricaanse boself
- Philodice mitchellii  – Paarskeelboself